# ضربة نووية وقائية (استراتيجية)

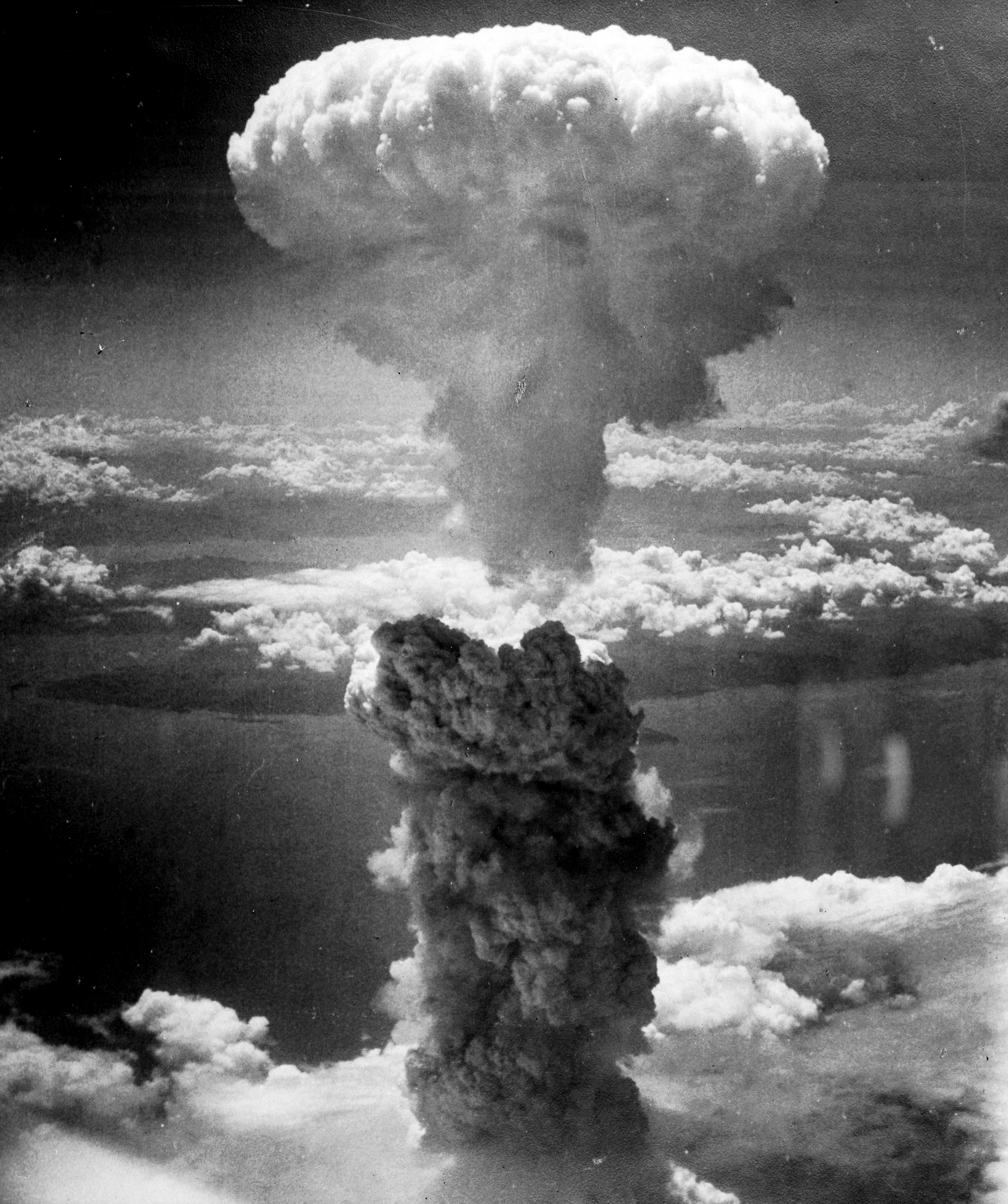
إسقاط قنبلة نووية على ناجازاكي في اليابان 1945

ضربة نووية وقائية في الاستراتيجية النووية تعتبر الضربة الأولى هي هجوم مفاجئ وقائي تستخدم قوة ساحقة وهي قدرة البلد على هزيمة قوة نووية أخرى بتدمير ترسانتها إلى النقطة التي تستطيع فيها الدولة المهاجمة أن تنجو من الانتقام الضعيف بينما الدولة الآخرى غير قادر على مواصلة الحرب.
تعتبرالمنهجية المفضلة هي مهاجمة مواقع الأسلحة النووية الاستراتيجية مثل:
- قواعد الغواصات
- منصات القنابل
- مواقع القيادة والتحكم
- مستودعات التخزين